# Jason Drucker

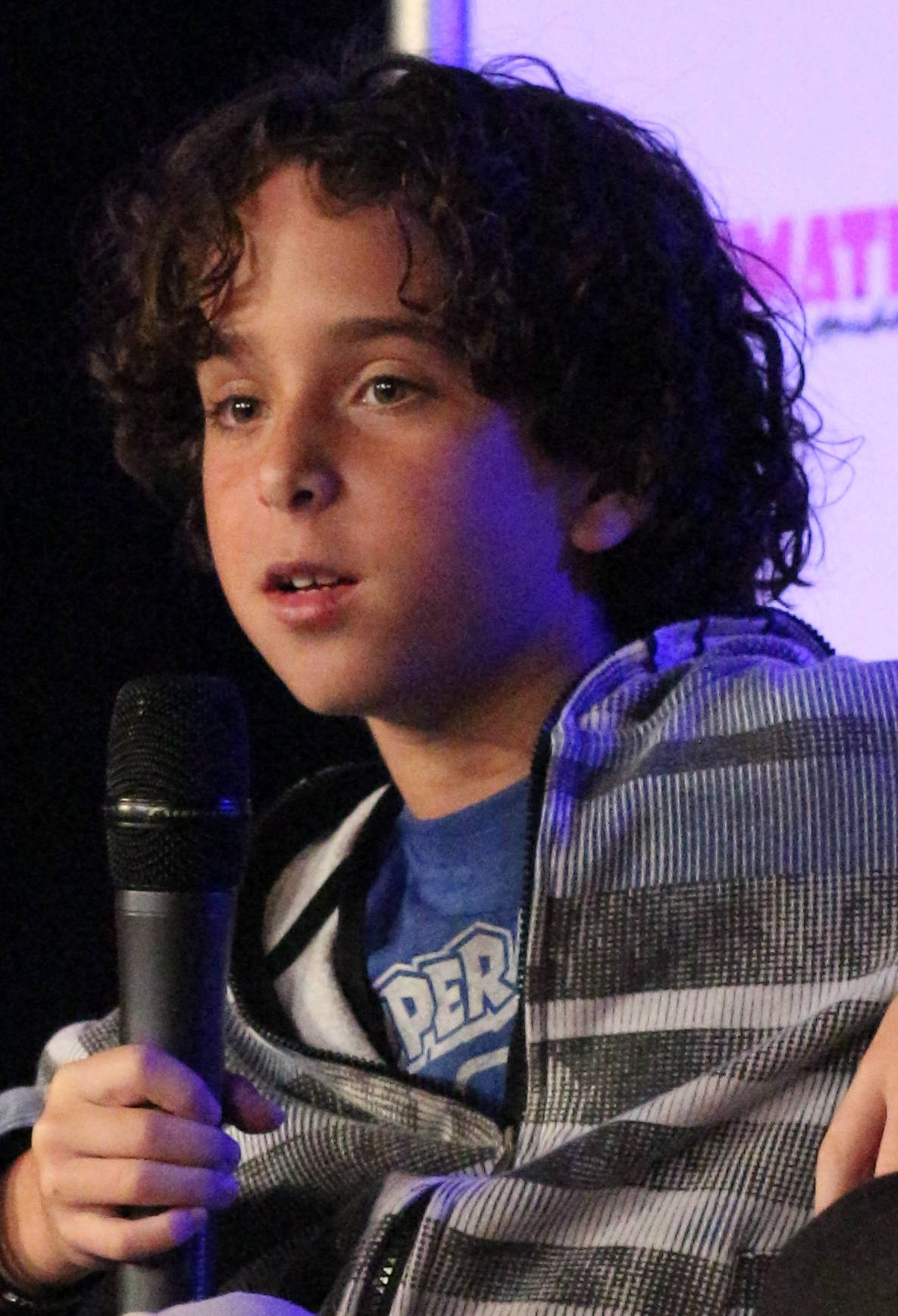
Jason Drucker (2015)

Jason Ian Drucker (* 20. September 2005 in Hollywood, Kalifornien) ist ein US-amerikanischer Filmschauspieler und Kinderdarsteller.

## Leben
Jason Drucker kam 2005 in Hollywood als Sohn von Shari Drucker und Richard Drucker zur Welt. Er selbst ist jüdischer Abstammung.
Er hat einen jüngeren Bruder namens Michael Ziggy Drucker und einen älteren, Ryan Ari Drucker. Im Alter von sechs Jahren stand der US-Amerikaner erstmals für einen Werbespot vor der Kamera. Im Jahr 2012 wurde er als Tommy Miller in der Nickelodeon-Serie Emma, einfach magisch! gecastet. 2013 feierte er sein Debüt auf der Kinoleinwand, und zwar an der Seite von Hailee Steinfeld in Secret Agency – Barely Lethal. Der Part verhalf ihm schließlich auch zur Hauptrolle in dem Film Gregs Tagebuch – Böse Falle!.

## Filmografie (Auswahl)
- 2014: Every Witch Way: Spellbound
- 2014–2015: Emma, einfach magisch! (Every Witch Way, Fernsehserie, 50 Folgen)
- 2015: Secret Agency – Barely Lethal (Barely Lethal)
- 2016: Benny
- 2016: WySCAN
- 2016: Nightmarish
- 2017: Chicago Fire (Fernsehserie, eine Folge)
- 2017: Gregs Tagebuch – Böse Falle! (Diary of a Wimpy Kid: The Long Haul)
- 2018: Bumblebee

## Auszeichnungen und Nominierungen
Quelle: Young Entertainer Awards
| Jahr | Auszeichnung             | Für                          | Kategorie                               | Resultat  |
| ---- | ------------------------ | ---------------------------- | --------------------------------------- | --------- |
| 2018 | Young Entertainer Awards | Gregs Tagebuch – Böse Falle! | Best Leading Young Actor – Feature Film | Nominiert |